# Griekenland op de Olympische Zomerspelen 1900
Griekenland nam deel aan de Olympische Zomerspelen 1900 in Parijs, Frankrijk. Nadat aan de vorige Spelen, in eigen land, nog 169 atleten deelnamen en 46 medailles werden gewonnen, deden er dit keer maar drie Grieken mee. Er werden bovendien geen medailles gewonnen.

## Resultaten per onderdeel

### Atletiek
Twee Griekse atleten namen deel aan het kogelstoten en discuswerpen. Paraskevopoulos haalde op deze onderdelen een vierde en een vijfde plaats. Vervis deed mee aan het kogelstoten maar gooide geen geldige worp.
| Olympiër                   | Discipline       | Resultaat | Prestatie                                           |
| -------------------------- | ---------------- | --------- | --------------------------------------------------- |
| Panagiotis Paraskevopoulos | kogelstoten (m)  | 5e        | kwalificatie: 5de met 11,29m finale: 5de met 11,52m |
| Sotirios Versis            | kogelstoten (m)  | DNF       | kwalificatie: geen geldige poging                   |
| Panagiotis Paraskevopoulos | discuswerpen (m) | 5e        | kwalificatie: 4de met 34,04m finale: 4de met 34,50m |

### Golf
Griekenland was een van de vier landen die meedeed aan het golf. Mercati werd 11e.
| Onderdeel          | Plaats | Golfer | Score      |
| ------------------ | ------ | ------ | ---------- |
| Alexandros Mercati | mannen | 11e    | 246 punten |

Argentinië · Australië · België · Bohemen · Brits-Indië · Canada · Cuba · Denemarken · Duitsland · Frankrijk · Griekenland · Groot-Brittannië · Haïti · Hongarije · Iran · Italië · Luxemburg · Mexico · Nederland · Noorwegen · Oostenrijk · Peru · Roemenië · Rusland · Spanje · Verenigde Staten · Zweden · Zwitserland · Gemengde teams